# Ulderico Sergo
Ulderico Sergo (Rijeka, 4. srpnja 1913. – Cleveland, 20. veljače 1967.) je bio amaterski i profesionalni boksač u bantam kategoriji iz Italije.
Rodio se u Rijeci 1913.
Za Italiju je boksao od 1932. do 1939.
Poslije se okušao u profesionalnom boksu, no u njemu nije bio uspješan kao u amaterskom. Od 1941. – 1952. je boksao u 13 borbi, u kojima je pobijedio 4 puta, 4 su bile neriješene, a 7 je izgubio.
Umro je u SAD-u u Clevelandu 1967.

## Na OI 1936.
Osvojio je zlatno odličje na OI 1936. u Berlinu. 
- 1. krug: izravno
- 2. krug: pobijedio Kubinyia (Mađarska) na bodove
- 3. krug: pobijedio Cornelisa (Belgija) na bodove
- poluzavršnica: pobijedio Cederberga (Švedska) na bodove
- završnica: pobijedio Jackieja Wilsona na bodove

## Vanjske poveznice
- Sports-reference  Arhivirana inačica izvorne stranice od 17. siječnja 2011. (Wayback Machine)
- Profil
- BoxRec  Arhivirana inačica izvorne stranice od 26. prosinca 2014. (Wayback Machine)